# A Woman Alone
A Woman Alone è un film muto del 1917 diretto da Harry Davenport. La sceneggiatura di Frances Marion, uno dei nomi più noti tra gli scrittori di Hollywood, si basa su Loneliness, una storia firmata da Willard Mack.

## Produzione
Il film fu prodotto dalla World Film.

## Distribuzione
Il copyright del film, richiesto dalla World Film Corp., fu registrato il 16 dicembre 1916 con il numero LU9781.
Distribuito dalla World Film e presentato da William A. Brady, il film uscì nelle sale cinematografiche statunitensi il 1º gennaio 1917.